# Liste der Naturdenkmale in Penig
Die Liste der Naturdenkmale in Penig nennt die Naturdenkmale in Penig im sächsischen Landkreis Mittelsachsen.

## Definition
„Naturdenkmäler sind rechtsverbindlich festgesetzte Einzelschöpfungen der Natur oder entsprechende Flächen bis zu fünf Hektar, deren besonderer Schutz erforderlich ist
1. aus wissenschaftlichen, naturgeschichtlichen oder landeskundlichen Gründen oder
2. wegen ihrer Seltenheit, Eigenart oder Schönheit.“

„§ 18 – Naturdenkmäler – (zu § 28 BNatSchG)
(1) Die Erklärung nach § 22 Abs. 1 BNatSchG von Teilen von Natur und Landschaft als Naturdenkmal erfolgt durch Rechtsverordnung oder Einzelanordnung.
(2) Über § 28 Abs. 1 BNatSchG hinaus können Naturdenkmäler zur Sicherung von Lebensgemeinschaften oder Lebensstätten von im Bestand gefährdeten oder streng geschützten Arten festgesetzt werden.“

## Naturdenkmale
Link zu einem Kartenansichtstool, um Koordinaten zu setzen.
| Bild                          | Bezeichnung                                           | Lage                                         | Beschreibung                 | Datum              | Nummer    |
| ----------------------------- | ----------------------------------------------------- | -------------------------------------------- | ---------------------------- | ------------------ | --------- |
| mehr Fotos \| Fotos hochladen | Fichte bei Chursdorf                                  | Chursdorf (50° 55′ 41,3″ N, 12° 44′ 22,5″ O) | Fichte – Picea               | 28. September 2012 | ND 093    |
| mehr Fotos \| Fotos hochladen | Winter-Linden in Zinnberg                             | Zinnberg (50° 55′ 3,8″ N, 12° 41′ 20″ O)     | Winterlinden – Tilia cordata | 28. September 2012 | ND 128    |
| mehr Fotos \| Fotos hochladen | Winklers Teiche Chursdorf                             | Chursdorf (50° 55′ 38,1″ N, 12° 45′ 14,5″ O) | FND                          | 3.05.1995          | fg: 120   |
| BW                            | Schwarzer Teich in Chursdorf                          | Chursdorf (50° 55′ 35,2″ N, 12° 45′ 0,4″ O)  | FND                          | 3.05.1995          | fg: 121   |
| mehr Fotos \| Fotos hochladen | 1. Teich in Teichkaskade Chursdorf und Feuchtgebiet   | Chursdorf (50° 55′ 17,9″ N, 12° 44′ 40,6″ O) | FND                          | 3.05.1995          | fg: 122   |
| Fotos hochladen               | 2. Teich im GLB Mühlauer Bach Chursdorf               | Chursdorf (50° 54′ 52,6″ N, 12° 45′ 14,7″ O) | FND                          | 3.05.1995          | fg: 124   |
| BW                            | 1. Teich im GLB Mühlauer Bach Chursdorf               | Chursdorf (50° 55′ 2,9″ N, 12° 45′ 38,3″ O)  | FND                          | 3.05.1995          | fg: 125   |
| BW                            | Trockenrasen I im GLB Mühlauer Bach in Chursdorf      | Chursdorf (50° 55′ 14,1″ N, 12° 45′ 13,9″ O) | FND                          | 3.05.1995          | fg: 126   |
| BW                            | Trockenrasen II im GLB Mühlauer Bach in Chursdorf     | Chursdorf (50° 55′ 17,2″ N, 12° 45′ 23,8″ O) | FND                          | 3.05.1995          | fg: 127   |
| BW                            | Weiße Spitze in Penig                                 | Penig (50° 55′ 54,3″ N, 12° 42′ 55,9″ O)     | FND                          | 3.05.1995          | fg: 132   |
| mehr Fotos \| Fotos hochladen | Streuobstwiese in Penig am Stadtgut 1                 | Penig (50° 56′ 8,5″ N, 12° 43′ 5,1″ O)       | FND                          | 3.05.1995          | fg: 133/1 |
| Fotos hochladen               | Streuobstwiese in Penig am Stadtgut 2                 | Penig (50° 56′ 12,3″ N, 12° 42′ 59″ O)       | FND                          | 3.05.1995          | fg: 133/2 |
| Fotos hochladen               | Streuobstwiese in Penig am Stadtgut 3                 | Penig (50° 56′ 19,5″ N, 12° 43′ 7,9″ O)      | FND                          | 3.05.1995          | fg: 133/3 |
| mehr Fotos \| Fotos hochladen | Zinnberger Tal 1                                      | Zinnberg (50° 55′ 18,8″ N, 12° 41′ 28,9″ O)  | FND                          | 3.05.1995          | fg: 134   |
| mehr Fotos \| Fotos hochladen | Zinnberger Tal 2                                      | Zinnberg (50° 55′ 25″ N, 12° 41′ 23,2″ O)    | FND                          | 3.05.1995          | fg: 135   |
| mehr Fotos \| Fotos hochladen | Teichkette Arnsdorf                                   | Arnsdorf (50° 56′ 23,5″ N, 12° 43′ 40,9″ O)  | FND                          | 3.06.1994          | fg: 141   |
| mehr Fotos \| Fotos hochladen | Schwarze Teiche in Tierbach                           | Tierbach (50° 55′ 14,6″ N, 12° 40′ 30″ O)    | FND                          | 3.06.1994          | fg: 158   |
| Fotos hochladen               | 1. und 2. Teich von den Schwarzen Teichen in Zinnberg | Zinnberg (50° 54′ 29,9″ N, 12° 41′ 57,1″ O)  | FND                          | 3.06.1994          | fg: 159   |
| Fotos hochladen               | Teiche im Frohnatal sw von Tauscha                    | Penig (50° 54′ 11,3″ N, 12° 42′ 30,8″ O)     | FND                          | 3.06.1994          | fg: 160   |

## Ehemalige Naturdenkmale
Link zu einem Kartenansichtstool, um Koordinaten zu setzen.
| Bild                          | Bezeichnung                          | Lage                                                    | Beschreibung | Datum                 | Nummer  |
| ----------------------------- | ------------------------------------ | ------------------------------------------------------- | --- | --------------------- | ------- |
| mehr Fotos \| Fotos hochladen | Kosaken-Eiche in Penig               | Penig (50° 55′ 15,9″ N, 12° 43′ 1,3″ O)                 | Eiche (Quercus robur). Alter: ca. 200–250 Jahre; Umfang (2010): 5,50 m Der Baum wurde auf Grund von Sturmschäden Anfang Juli 2019 gefällt | 28. September 2012    | ND 096  |
| mehr Fotos \| Fotos hochladen | Winter-Linde in Langenleuba-Oberhain | Langenleuba-Oberhain (50° 57′ 51,3″ N, 12° 39′ 12,1″ O) | Winterlinde – Tilia cordata Baum wurde 2016 gefällt; der Schutzstatus wurde per Verordnung vom 1. März 2019 aufgehoben                    | 28. September 2012    | ND 157  |
| BW                            | Drachenfels Chursdorf                | Chursdorf (50° 55′ 35,4″ N, 12° 43′ 22,9″ O)            | ehemaliges FND seit 2019 Teil des Naturschutzgebiets Um die Rochsburg.                                                                    | 3.05.1995 –15.02.2019 | fg: 123 |
| BW                            | Friedemanns Klippen                  | Penig (50° 56′ 3,1″ N, 12° 44′ 25,3″ O)                 | ehemaliges FND seit 2019 Teil des Naturschutzgebiets Um die Rochsburg.                                                                    | 3.06.1994 –15.02.2019 | fg: 144 |